# ایل دو سن

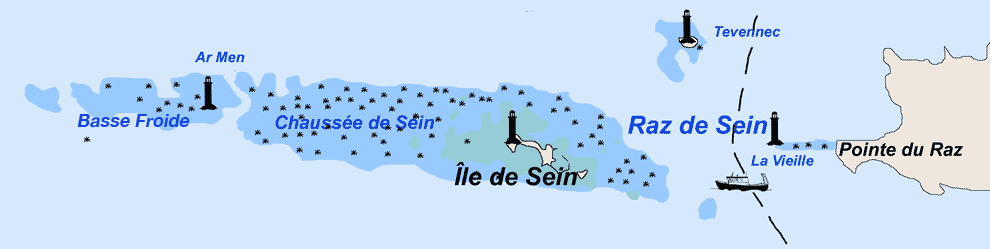
موقعیت جزیرهٔ ایل دو سن در اقیانوس اطلس

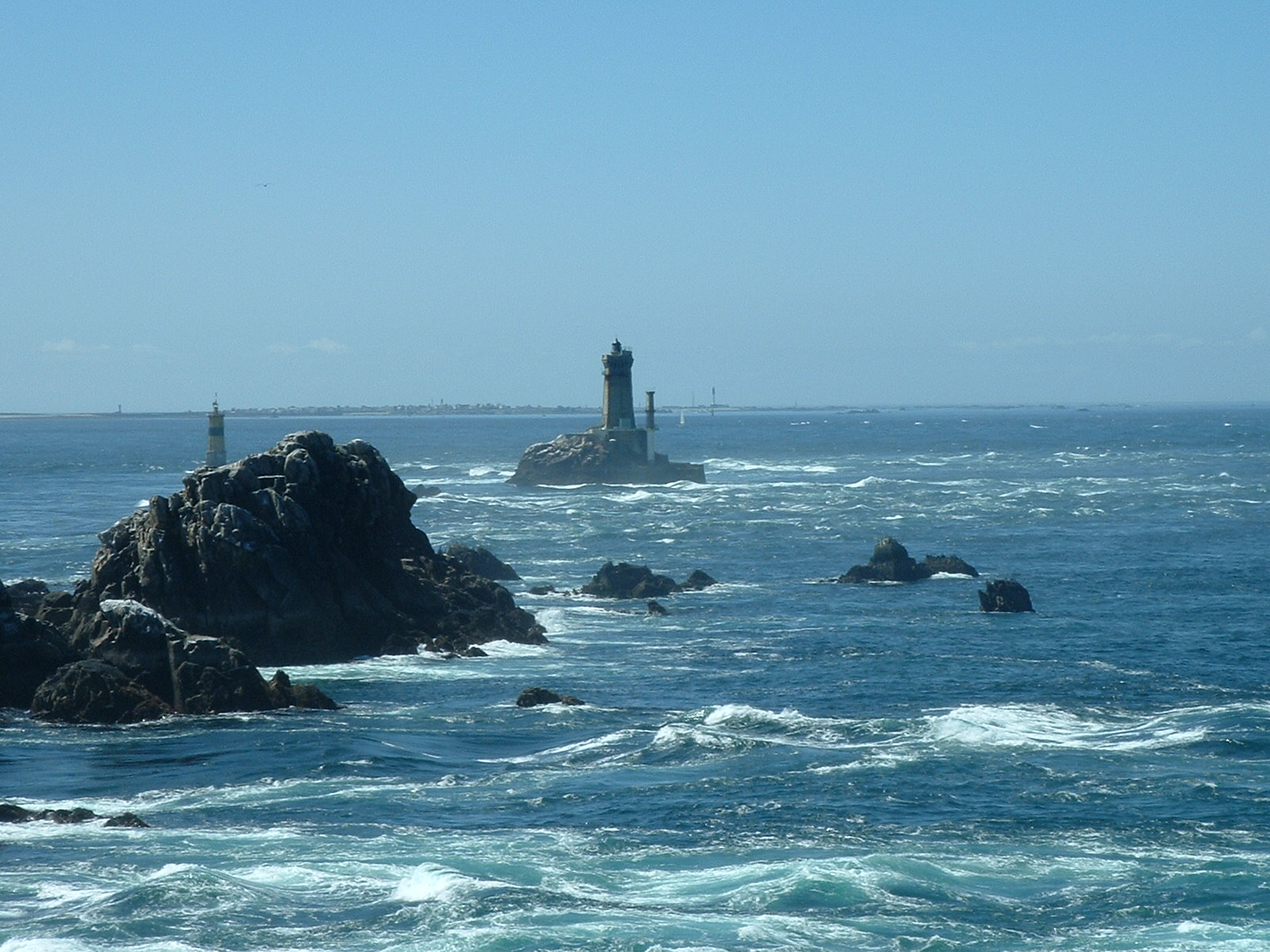
تصویری از فانوس دریایی لاویل در گذرگاه راز د سن؛ جزیرهٔ ایل دو سن در پس‌زمینه دیده می‌شود

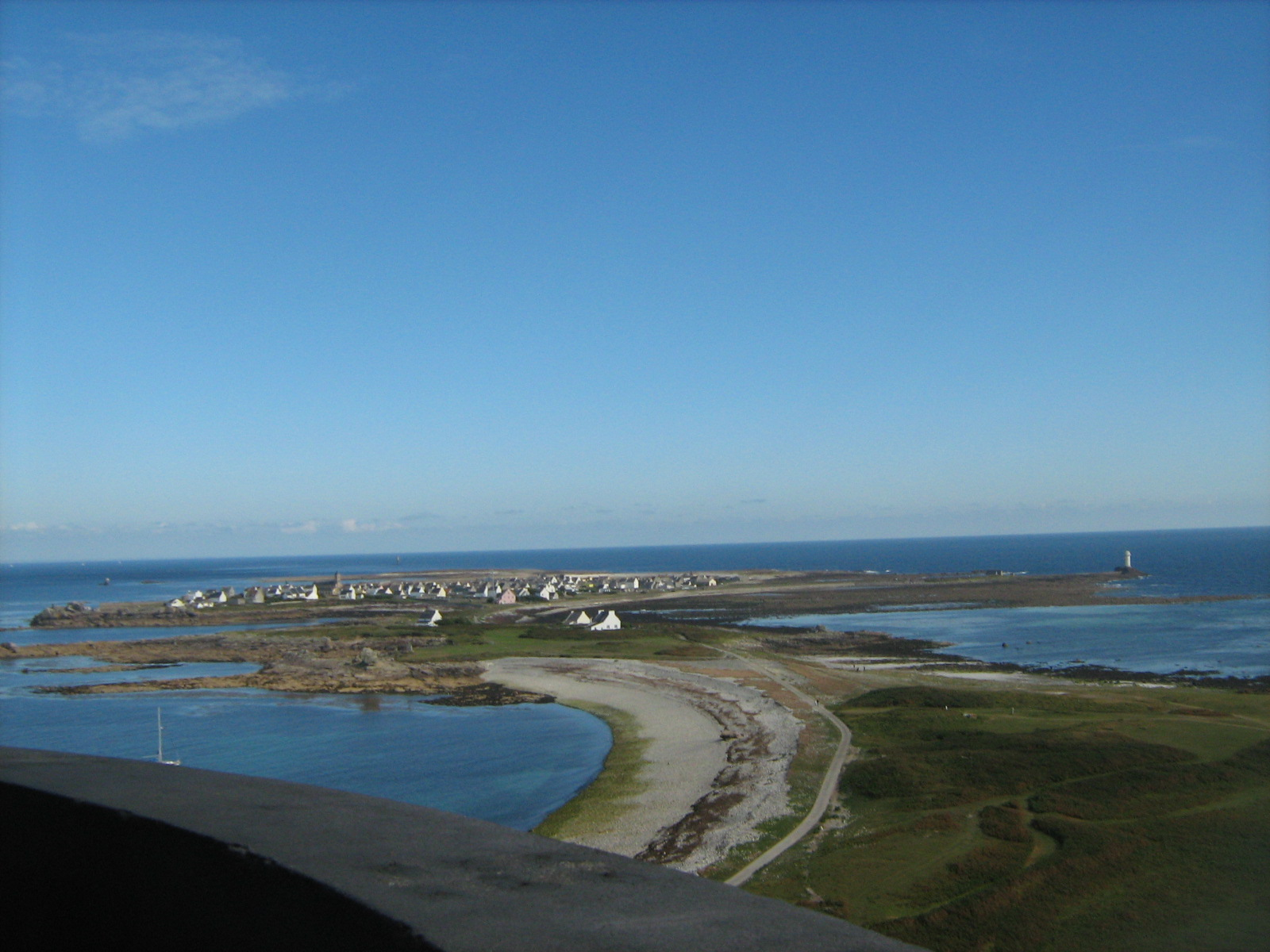
نمایی از جزیرهٔ ایل دو سن از دید فانوس دریایی

ایل دو سن (فرانسوی: Île-de-Sein‎؛‏ [il də sɛ̃]) جزیره‌ای در اقیانوس اطلس لست که در منطقهٔ برتانی فرانسه و در دپارتمان فینیستر واقع شده است. این جزیره در فاصلهٔ هشت کیلومتری از دماغهٔ پوئن دو راز قرار دارد (واژهٔ راز در زبان برتونی به معنای «جریان آب» است) و گذرگاه دریایی خطرناک راز د سن، آن را از این دماغه جدا می‌کند. جزیرهٔ ایل دو سن همراه با جزایر کوچک اطراف خود، کمون ایل دو سن را در دپارتمان فینیستر در شمال غربی فرانسه تشکیل می‌دهد. ساکنان این جزیره در زبان فرانسوی سِنان (Sénans) نامیده می‌شوند. این جزیره در مسیرهای دریایی منتهی به جنوب از کانال مانش قرار دارد و به دلیل خطرات دریایی اطرافش به خوبی شناخته شده است. ناحیهٔ شوسه د سن، منطقه‌ای وسیع از صخره‌های دریایی است که بیش از ۳۰ مایل از شرق تا غرب گسترده شده است و به همین دلیل نیازمند فانوس‌های دریایی، چراغ‌های راهنما و بویه‌های متعدد است. از جمله فانوس‌های دریایی اطراف این صخره‌ها می‌توان به آر-من، لاویل و تِوِنِک اشاره کرد.